# Neri Menor Vargas
Neri Menor Vargas OFM (* 30. Mai 1960 in Pacopampa, Region Cajamarca) ist ein peruanischer Ordensgeistlicher und römisch-katholischer Bischof von Carabayllo.

## Leben
Neri Menor Vargas trat der Ordensgemeinschaft der Franziskaner bei und legte am 31. März 1991 die zeitliche Profess ab. Er studierte Philosophie und Katholische Theologie am Instituto Superior de Estudios Teológicos Juan XXIII (ISET) in Lima. Menor Vargas legte am 25. Januar 1998 die ewige Profess ab und empfing am 20. März 2000 das Sakrament der Priesterweihe.
Menor Vargas war zunächst als Pfarrer der Pfarrei Cristo Rey in Ilo im Bistum Tacna y Moquegua und als Guardian der Franziskaner-Kommunität im Stadtteil Pampa Inalámbrica tätig. Ferner setzte er sich dort für den Bau von drei neuen Pfarrkirchen ein. Anschließend wirkte er als Definitor, Sekretär für die Bildung und Verantwortlicher für die Studenten seiner Ordensgemeinschaft in Lima (2003–2005) und später in Cusco (2006–2008). Von 2009 bis 2011 war Neri Menor Vargas Pfarrer der Pfarrei San José Obrero in La Apacheta, Dechant des Dekanats N° 10 und Mitglied des Priesterrats des Erzbistums Arequipa, bevor er 2012 Pfarrer der Pfarrei Santa María de Jesús in Comas im Bistum Carabayllo und erneut Definitor wurde. Ab 2014 war Menor Vargas Provinzialminister der peruanischen Ordensprovinz Los XII Apóstoles der Franziskaner.
Am 12. Mai 2016 ernannte ihn Papst Franziskus zum Bischof von Huánuco. Der Erzbischof von Trujillo, Héctor Miguel Cabrejos Vidarte OFM, spendete ihm am 17. Juli desselben Jahres in der Kathedrale Señor de Burgos in Huánuco die Bischofsweihe; Mitkonsekratoren waren der Erzbischof von Huancayo, Pedro Ricardo Barreto Jimeno SJ, und der emeritierte Bischof von Huánuco, Jaime Rodríguez Salazar MCCJ. In der Peruanischen Bischofskonferenz fungierte Neri Menor Vargas von 2018 bis 2020 als Vorsitzender der Kommission für die Katechese und die biblische Pastoral.
Papst Franziskus bestellte ihn am 20. April 2022 zum Bischof von Carabayllo. Die Amtseinführung erfolgte am 25. Juni desselben Jahres. Das Bistum Huánuco verwaltete er bis zur Amtseinführung seines Nachfolgers Pedro Bustamante López am 8. August 2024 weiter als Apostolischer Administrator.